# Tsume Tsume Tsume/F
«Tsume Tsume Tsume/「F」» (爪爪爪/「F」) — восьмой студийный сингл японской метал-группы Maximum the Hormone, вышедший 9 июля 2008 года. Сингл вышел через 2 года после выхода последнего сингла Koi no Mega Lover, и стал золотым в Японии продав 100 тысяч копий только в Японии, и 150 тысяч по всему миру.

## Позиция в чарте
Песня заняла #2 позицию в чарте Oricon. и занял 44 место в списке самых продаваемых синглах в 2008 году.

## Список композиций
Слова и музыка всех песен — Maximum the Ryo.
| №                   | Название                                                        | Длительность |
| ------------------- | --------------------------------------------------------------- | ------------ |
| 1.                  | «Tsume Tsume Tsume» (爪爪爪 ({{{2}}}),(«Гвоздь гвоздь гвоздь»)) | 4:16         |
| 2.                  | «"F"» (「Ｆ」 ({{{2}}})                                         | 4:10         |
| 3.                  | «Kill All the 394» ((«Убить всех в Mixi»))                      | 1:47         |
| Общая длительность: | Общая длительность:                                             | 10:13        |